# Wunderman
Wunderman war ein Netzwerk von Werbe-, Marketing- und Beratungsunternehmen mit ca. 170 Büros in 60 Ländern. Ansässig in New York City, war Wunderman ein Teil der Young & Rubicam Group und damit Mitglied der international tätigen WPP Group. Im Jahr 2018 fusionierte das Unternehmen mit JWT zu Wunderman Thompson.

## Geschichte
Der Gründer Lester Wunderman gilt als der Schöpfer des modernen Direktmarketings, den er 1967 in einer Rede am MIT prägte. Er gründete Wunderman, Ricotta & Kline im Jahr 1958. Zu den frühen Innovationen der Agentur zählte auch der Columbia Record Club, die gebührenfreie Rufnummer für Unternehmen (entwickelt für eine Toyota-Kampagne) und die Zeitschriften-Abo-Karte.
Die langfristige Geschäftsbeziehung mit American Express führte schließlich zum ersten Kunden-Vorteilsprogramm, mit dem ein Durchbruch bei der Kundenbindung erreicht werden konnte und das seitdem vielfach vom Einzelhandel und der Touristikbranche kopiert wurde.
Wunderman, Ricotta & Kline wurde 1973 von Young & Rubicam übernommen. Seitdem hatte die Agentur ihr Dienstleistungsspektrum auf die Felder Interaktive Werbung, Strategieberatung und Daten-Analyse erweitert.
In den späten 1990er Jahren wurde die Agentur kurz in Impiric umbenannt, bevor man sich auf die Herkunft besann und den Namen nur 6 Monate später wieder in Wunderman änderte.
In Deutschland war Wunderman seit 1971 präsent und war zuletzt an den Standorten Frankfurt, Köln, München, Düsseldorf und Berlin mit mehr als 200 Mitarbeitern vertreten.
Wunderman war zeitweise das weltgrößte Marketing-Services-Netzwerk.
WPP gab am 26. November 2018 die Fusion von Wundermann mit J. Walter Thompson zur neuen Agentur Wunderman Thompson bekannt, die im darauffolgenden Quartal realisiert wurde.  

### Unternehmen im Wunderman Network
- Actionline, lateinamerikanisches Customer Contact Center
- Actis Wunderman, russische Agentur für digitale Medien
- Burrows Ltd, in Großbritannien ansässige Design-Agentur
- Agenda, asiatisches Unternehmens, spezialisiert auf interaktive Werbung
- all access, Schweizer Eventagentur
- Aqua online, auf Online-Werbung spezialisierte südafrikanische Agentur
- Blast Radius, Spezialist für Werbung in Social Networks
- DataCore Marketing, Direktmarketing-Spezialist
- Designkitchen, Spezialist für Online-Werbung
- Fortelligent, digitale Analysen
- Futurecom, in der Schweiz ansässige Digitalagentur
- Kassius, eine französische Agentur für digitale Werbung
- KnowledgeBase Marketing, Datenbank-Management und -Analyse
- Quasar, eine indische Werbeagentur
- POSSIBLE, digitale Strategien, Performance Marketing, Commerce Solutions, Creative Design
- RTCRM, Relationship Management
- These Days, Benelux Online-Werbung
- Wunderman Dentsu Tokio., japanisches Joint-Venture mit Dentsu
- ZAAZ, Kreation, Web Analytics, Suchmaschinen-Optimierung, Website-Optimierung

### Niederlassungen im deutschsprachigen Raum
- Frankfurt am Main, seit 1971
- Zürich, seit 1988
- Köln, seit 1989
- Wien, seit 1990
- München, seit 2004
- Düsseldorf, seit 2007
- Berlin, seit 2017

## Kunden
Zu den Kunden des Netzwerks zählten beispielsweise Audi, Burger King, Citibank, Coca-Cola, DHL, Disney, Ford, IKEA, Microsoft, Nestlé, Shell und T-Mobile US.

## Auszeichnungen
- Cannes Lions International Advertising Festival: Direct Grand Prix (multiple)
- Advertising Age: Ranked # 1 Network Marketing Services weltweit und # 4 Digital-Agentur[5]
- DMA ECHO Awards: 1 × Bronze und drei Leader Awards
- Agentur des Jahres 2012 beim Deutschen Dialogmarketing-Preis mit 10 Medaillen, darunter 1× Gold, 2× Silber und 7× Bronze